# Ussalompolo
Ussalompolo är en sjö i Kiruna kommun i Lappland och ingår i Torneälvens huvudavrinningsområde. Sjön har en area på 0,341 kvadratkilometer och ligger 431 meter över havet. Ussalompolo ligger i Torneträsk-Soppero fjällurskog Natura 2000-område. Sjön avvattnas av vattendraget Vittangiälven.

## Delavrinningsområde
Ussalompolo ingår i det delavrinningsområde (756391-171140) som SMHI kallar för Inloppet i Tahkojärvi. Medelhöjden är 471 meter över havet och ytan är 15,78 kvadratkilometer. Räknas de 34 avrinningsområdena uppströms in blir den ackumulerade arean 604,28 kvadratkilometer. Vittangiälven som avvattnar avrinningsområdet har biflödesordning 2, vilket innebär att vattnet flödar genom totalt 2 vattendrag innan det når havet efter 384 kilometer. Avrinningsområdet består mestadels av skog (72 procent) och sankmarker (22 procent). Avrinningsområdet har 0,75 kvadratkilometer vattenytor vilket ger det en sjöprocent på 4,8 procent.